# 세나이트 아쉔나피
세나이트 아쉔나피(Senait Ashenafi, 1966년 3월 10일 ~ )는 미국의 배우, 가수, 모델, 텔레비전 배우, 영화배우이다.
아디스아바바에서 태어났다.

## 영화
- 허니비 (2001년)
- 제너럴 호스피털 (1963년)